# Théodore Chevignard de Chavigny
Anne-Théodore Chevignard, chevalier de Chavigny, comte de Toulongeon et baron d'Uchon (3 avril 1687 à Beaune - 26 février 1771 à Paris), est un diplomate français.

## Biographie
Fils de Théodore Chevignard de Chavigny, procureur du Roi et maire de Beaune, et secrétaire du prince de Condé, et frère de Philibert Chevignard de Chavigny, Président du Parlement de Besançon (dont la fille épousa son cousin l'ambassadeur Jean Gravier de Vergennes, frère du ministre), il rentra comme guidon des gendarmes en 1709, dut se démettre en février 1710, fut employé par Torcy dans des négociations secrètes en Hollande.
Envoyé extraordinaire à Londres en 1723, puis en Italie, et enfin en Espagne, il est ministre plénipotentiaire à la Diète d'Empire à Ratisbonne et négocia en 1727, contre la Pragmatique Sanction de Charles VI, le traité d'alliance qui groupa, sous l'égide de la France, le roi de Prusse, l'électeur palatin et la régence de Hesse-Cassel.
Il est ambassadeur auprès du Roi de la Grande-Bretagne en 1731, envoyé extraordinaire au Danemark de 1737 à 1739 et en Portugal de 1740 à 1743. Ambassadeur à Munich et Francfort de 1744 à 1745, il négocia les traités qui consacraient l'alliance franco-prussienne contre l'Autriche pendant la guerre de Succession d'Autriche en 1744.
Il retrouva son ambassade en Portugal de 1746 à 1749, puis fut ambassadeur à Venise et en Suisse de 1751 à 1762.
Chavigny était gouverneur de la ville de Beaune depuis 1737 et conseiller du Roi en ses Conseils.

## Sources
- Michaud, Biographie universelle ancienne et moderne, 1813
- Bernard Chevignard, Les trente premières années de la vie de son excellence Monseigneur Théodore Chevignard de Chavigny: comte de Toulongeon, Baron d'Uchon, ambassadeur de France sous Louis XV (1687-1771), 1969
- Jean Dureng, Mission de Théodore Chevignard de Chavigny en Allemagne septembre 1726-octobre 1731: d'après ses mémoires inédits et sa correspondance politique, conserves aux archives du Ministère des affaires étrangères ..., 1911